# Camphin-en-Carembault
Camphin-en-Carembault – miejscowość i gmina we Francji, w regionie Hauts-de-France, w departamencie Nord.
Według danych na rok 1990 gminę zamieszkiwało 1547 osób, a gęstość zaludnienia wynosiła 209 osób/km² (wśród 1549 gmin regionu Nord-Pas-de-Calais Camphin-en-Carembault plasuje się na 434. miejscu pod względem liczby ludności, natomiast pod względem powierzchni na miejscu 493.).